# 李成名
李 成名（り せいめい、生年不詳 - 1630年）は、明代の官僚。字は寰知、号は心白。本貫は太原前衛。

## 生涯
南京戸部員外郎をつとめて清廉で知られた李応時の孫にあたる。1604年（万暦32年）、成名は進士に及第し、中書舎人に任じられた。1612年（万暦40年）、吏科給事中に抜擢された。官吏任用の不公平を上疏し、吏部尚書の趙煥を批判した。1613年（万暦41年）、熊廷弼が荊養喬に弾劾されると、成名は陳伯友らとともに調査と審問にあたった。また群臣たちとともに満朝薦の釈放を求める上疏をおこなった。吏部侍郎方従哲を弾劾したが、万暦帝に聞き入れられなかった。東林党への攻撃が激しくなると、成名は病と称して帰郷した。
家にいること5年、山東副使として起用された。天啓初年、湖広参政に転じ、入朝して太僕寺少卿となった。1624年（天啓4年）春、右僉都御史に抜擢され、南贛巡撫をつとめた。成名は趙南星の推挙により任用されていたことから、魏忠賢に憎まれ、天啓帝の諱を犯したとして弾劾され、官爵を剥奪された。巡撫の任にあること8カ月ほどだったが、現地の士民たちが生祠を建ててかれを祀った。1628年（崇禎元年）、成名は北京に召し出されて戸部右侍郎に任じられ、1629年（崇禎2年）、戸部左侍郎となり、辺境の食料輸送を担当した。11月、兵部左侍郎に転じた。1630年（崇禎3年）、罷免され、家で死去した。